# Francis Lawrence
Francis Lawrence (Bécs, 1971. március 26.–) osztrák születésű amerikai filmrendező és producer.
Miután videóklipek és reklámok rendezésével hírnevet szerzett, Lawrence a Constantine, a démonvadász (2005) című természetfeletti thrillerrel debütált a mozivásznon. Ezt követte a Legenda vagyok (2007), a Vizet az elefántnak (2011) és a Vörös veréb (2018).
Az éhezők viadala-filmsorozat három részét is, valamint az Énekesmadarak és kígyók balladája (2023) című előzményfilmjét is ő rendezte.

## Élete és pályafutása
Amerikai szülők gyermekeként született Bécsben. Apja elméleti fizikusként a Northridge-i Kaliforniai Állami Egyetemen tanított. Anyja a szülővárosában működő PR-ügynökség technológiai alelnöke.
Négyéves korában Los Angelesbe költöztek. Lawrence rendezőasszisztensként dolgozott az Allan Moyle által rendezett Adj rá kakaót! című játékfilmben, mielőtt a Loyola Marymount University Film School filmművészeti főiskoláján megszerezte volna diplomáját.

## Filmográfia

### Film
| Év   | Magyar cím                                           | Eredeti cím                                        | Feladatkör | Feladatkör |
| Év   | Magyar cím                                           | Eredeti cím                                        | Rendező    | Producer   |
| ---- | ---------------------------------------------------- | -------------------------------------------------- | ---------- | ---------- |
| 2005 | Constantine, a démonvadász                           | Constantine                                        | Igen       | Nem        |
| 2007 | Legenda vagyok                                       | I Am Legend                                        | Igen       | Nem        |
| 2011 | Vizet az elefántnak                                  | Water for Elephants                                | Igen       | Nem        |
| 2013 | Az éhezők viadala: Futótűz                           | The Hunger Games: Catching Fire                    | Igen       | Nem        |
| 2014 | Az éhezők viadala: A kiválasztott – 1. rész          | The Hunger Games: Mockingjay – Part 1              | Igen       | Nem        |
| 2015 | Az éhezők viadala: A kiválasztott – Befejező rész    | The Hunger Games: Mockingjay – Part 2              | Igen       | Nem        |
| 2018 | Vörös veréb                                          | Red Sparrow                                        | Igen       | Nem        |
| 2022 | Álomország                                           | Slumberland                                        | Igen       | Igen       |
| 2023 | Az éhezők viadala: Énekesmadarak és kígyók balladája | The Hunger Games: The Ballad of Songbirds & Snakes | Igen       | Igen       |

Rendezőasszisztens
- 1990: Adj rá kakaót! (Pump Up the Volume)
- 1993: Marching Out of Time

### Televízió
| Év        | Magyar cím  | Eredeti cím  | Feladatkör | Feladatkör      | Megjegyzések |
| Év        | Magyar cím  | Eredeti cím  | Rendező    | Vezető producer | Megjegyzések |
| --------- | ----------- | ------------ | ---------- | --------------- | ------------ |
| 2009      | A királyság | Kings        | 3 epizód   | Igen            |              |
| 2012      |             | Gotham       | Igen       | Nem             | tévéfilm     |
| 2012–2013 | Érintés     | Touch        | 1 epizód   | Igen            |              |
| 2019–2022 |             | See          | 3 epizód   | Igen            |              |
| TBA       |             | Chief of War | Nem        | Igen            |              |

## Fontosabb díjak és jelölések
| Év   | Díj              | Kategória       | Jelölt mű                                   | Eredmény |
| ---- | ---------------- | --------------- | ------------------------------------------- | -------- |
| 2008 | MTV Movie Awards | Legjobb film    | Legenda vagyok                              | Jelölve  |
| 2014 | MTV Movie Awards | Legjobb film    | Az éhezők viadala: Futótűz                  | Jelölve  |
| 2014 | Szaturnusz-díj   | Legjobb rendező | Az éhezők viadala: Futótűz                  | Jelölve  |
| 2015 | MTV Movie Awards | Legjobb film    | Az éhezők viadala: A kiválasztott – 1. rész | Jelölve  |